# Kanton La Courneuve
Kanton La Courneuve (fr. Canton de La Courneuve) je francouzský kanton v departementu Seine-Saint-Denis v regionu Île-de-France. Tvoří ho pouze město La Courneuve.